# Wolf People
Wolf People – brytyjska grupa muzyczna założony w 2005 w Bedfordshire. Grupa tworzy muzykę rockową z licznymi nawiązaniami do rocka psychodelicznego. Była to pierwsza brytyjska grupa, która podpisała kontrakt z niezależną wytwórnią amerykańska Jagjaguwar.
Grupa zadebiutowała w 2010 roku albumem Tidings zawierającym 15 utworów napisanych przez Sharpa w latach 2005-2007. W tym samym roku ukazał się również album Steeple, który otrzymał bardzo dobre recenzje (m.in. niemiecki miesięcznik „eclipsed” uznał to wydawnictwo za „płytę roku 2010”).

## Skład
- Jack Sharp – gitara, wokal
- Joe Hollick – gitara
- Dan Davies – gitara basowa
- Tom Watt – perkusja

## Dyskografia
- Tidings (2010)
- Steeple (2010)
- Fain (2013)
- Ruins (2016)